# Фармакопеја Народне Републике Кине
Фармакопеја Народне Републике Кине (ФНРК) или Кинеска фармакопеја (акроним КФ) је државни приручник за лекове који  је саставила Комисија за фармакопеју Министарства здравља Народне Републике Кине. Овај  званични приручник за лекова који обухвата не само традиционалне кинеске већ и западне лекове, садржи и информације о стандардима чистоће, опис, резултате испитивање, дозирање, мере предострожности, чувања и јачину сваког појединачног лека.

## Став Светске здравствене организације
Светска здравствена организација  је Фармакопеју Народне Републике Кине признала као званичну фармакопеју Кине.

## Историја
Верзија КФ на енглеском језику из 1997. састоји се од два тома: 
- Том 1  Биљни лекови, садржи податке из монографије кинеске материје медике (биљна уља/масти и екстракт, кинеске традиционалне заштићене лекове, један од састојак кинеских сирових препарата итд), 1997,  7-5025-2062-7
- Том 2  Западна медицина, садржи приказ хемијских лекова, антибиотика, биохемијских препарата, радиофармака и помоћних супстанци за фармацеутску употребу, 1997,  7-5025-2063-5

Двотомна кинеска верзија из 1997. (на поједностављеном кинеском) такође се састоји од два тома, али енглеска и кинеска верзија нису директни преводи једни друге, јер су сортирани другачије (као у издању из 2015).
- Трећи том је додатна верзија из 2005. године.[4] Енглеско издање  7117069821 себе описује као „збирку готово свих традиционалних кинеских лекова и већине западних лекова и препарата. За сваки лек су дате информације о стандардима чистоћи, опис, испитивања, дозирање, опрез, чување и јачини.

Кључне карактеристике
Кинеска фармакопеја садржи укупно 2.691 монографија: 992 за традиционалне кинеске лекове и 1.699 за модерне западне лекове.

## Западни и традиционални кинески елементи у Закону о дрогама
У предговору се наводи да први Законик о лековима Народне Републике Кине, за разлику од првог Законика о лековима Републике Кине  мора узети у обзир домаће лекове, односно не само модерне лекове произведене у Кини, већ и лекове из традиционалне фармакопеје (бенцао).
Према подацима које је направио Пол Уншулд, међу 581 монографијом (обавештењем) о лековима, само око двадесет је посвећено лековима описаним у традиционалном бенцаоу (око 3%). Већина ових лекова је такође део европских фармакопеја, као што су Мента Зингибер, Foeniculum (коморач), Rheum (рабарбара), Digitalis (дигиталис), Areca (арека ) и Aurantii Cortex (горка поморанџа). Сва остала обавештења су посвећена:
- било хемијским супстанцама (као што су  Acetanilidum, Zinci sulphas )
- или препаратима (као што су Unguentum Hydrargyri Aminochloridi, Injectio Acidi Ascorbici, Liquor Zinci Chloridi,...)
- било природним супстанцама и препаратима направљенима са њима (као што су  Ergota, Oleum Jecoris Piscis, Extractum Belladonna et Tinctura Nucis vomicis).

Сви ови лекови су класификовани према броју у првом слову њиховог кинеског имена (као што је назначено у општем уводу). То значи да су природни лекови из Кине потпуно интегрисани са другим лековима. И добијају исту врсту анализе као и други лекови.